# Линдсей, Джеймс
Джеймс Джо́зеф Ли́ндсей (англ. James Joseph Lindsay; 10 октября 1932 — 5 августа 2023) — американский военный деятель, генерал (10 октября 1986) в отставке армии США. Первый командующий Командования специальных операций вооружённых сил США.

## Образование
- УЦ парашютно-десантных войск (рейнджеров) (1953)
- Офицерские курсы Школы подготовки личного состава СВ США Форт-Беннинг
- Курсы иностранных языков СВ США (немецкий, русский языки)
- Высшее военное училище КМП США (в/ч КМП США "Квантико", ш. Вирджиния)
- Военная академия СВ США Форт-Макнейр, Вашингтон (округ Колумбия)
- бакалавр (Небрасский университет в Омахе)
- магистр в области международных отношений (Университет Джорджа Вашингтона)

## Военная служба
1952. 2 - призван на действительную военную службу в Сухопутные войска США

1952. 5 - 1953. 5 - курсант Школы подготовки личного состава СВ США (в/ч "Форт-Беннинг")

1953. 5 - 1964. 2 - офицер 82-й ВДД, 7-го полка СпН СВ, офицер разведки сухопутных войск США (младший (2-й)лейтенант)

1964. 3 - 1965. 1 - советник командира парашютно-десантного батальона воздушно-десантной бригады ВС Южного Вьетнама (англ. Military Advisory Assistance Group) . 

1968. 2 - 1969. 4 - командир батальона 9-й дивизии СВ (2-й бн 60-го пп 1-й бригады СВ)

1969. 4 - 1971. 5 - помощник нач. штаба 9-й дивизии СВ по оперативным вопросам и планированию, сотрудник аппарата Объединенного комитета начальников штабов

1971. 6 - 1973. 5 - военный советник СВ США при ВС Таиланда

1973. 5 - 1977. 6 - командир вдбр, нач. штаба, зам. командира 82-й ВДД

1977. 6 - 1978. 8 - нач. штаба XVIII воздушно-десантного корпуса

1978. 9 - 1981. 1 - начальник управления войск запаса СВ США (в/ч "Форт-Нокс", ш. Кентукки)

1981. 2 - 1983. 6 - командир 82-й ВДД

1983. 6 - 1984. 4 - начальник Школы подготовки личного состава СВ США (в/ч "Форт-Беннинг")

1984. 4 - 1986. 10 - командующий XVIII ВДК

1986. 10 - 1987. 4 - начальник управления войск запаса ВС США (англ. US Readiness Command) (в/ч ВВС "Макдилл", ш. Флорида)
16 апреля 1987 года генерал Линдсей был назначен первым начальником управления специальных операций МО США. Сенат США принял его кандидатуру без обсуждения. Являлся начальником Совместное командование специальных операций СШАУСО, затем объединённого ГУ СпН МО США до июня 1990 года.
На посту Главкома войск СпН США, Линдсей отвечал за их боевое использование войск специального назначения в ряде военных операций, проводимых ВС США в ходе ирано-иракской войны, а также во время вторжения США в Панаму в декабре 1989 года.
Ушёл в отставку 1 июля 1990 года.

## Деятельность после отставки
После ухода из вооружённых сил, генерал Линдсей являлся президентом музея воздушно-десантных и специальных операций, а также старшим наблюдателем армейской программы подготовки специалистов по управлению боевыми действиями. Кроме того, он являлся членом научного совета армии США и консультативной группы по специальным операциям при министре обороны США.

## Смерть
Умер 5 августа 2023 года в возрасте 90 лет от естественных причин в Вэссе, где проживал с женой долгое время.

## Награды и знаки отличия
- Крест «За выдающиеся заслуги»
- Медаль Министерства обороны «За выдающуюся службу»
- Медаль «За выдающиеся заслуги» (Армия США) с бронзовым дубовым листом
- Серебряная звезда с тремя бронзовыми дубовыми листьями
- Орден «Легион Почёта»
- Бронзовая звезда с литерой V за доблесть и тремя бронзовыми дубовыми листьями
- Медаль похвальной службы с бронзовым дубовым листом
- Воздушная медаль с наградной цифрой 8
- Благодарственная медаль за службу в объединённых органах ВС с бронзовым дубовым листом
- Похвальная медаль армии с бронзовым дубовым листом
- Армейская медаль оккупации
- Медаль за службу национальной обороне с бронзовой звездой за службу
- Экспедиционная медаль вооруженных сил
- Медаль «За службу во Вьетнаме» с серебряной и бронзовой звездами за службу
- Лента армейской службы
- Орден «За выдающиеся заслуги» (Южный Вьетнам) 2-го класса
- Крест «За храбрость» (Южный Вьетнам) с пальмовым листом и золотой звездой
- Медаль вьетнамской кампании
- Благодарность армейской воинской части от президента
- Крест благодарности подразделению «За храбрость» (Южный Вьетнам)
- Благодарность президента Вьетнама за гражданские акции
- Знак боевого пехотинца
- Знак парашютиста Великобритании
- Знак мастера-парашютиста с двумя звёздами за выполнение прыжков в боевой обстановке
- Знак десантника воздушно-штурмовых частей
- Знак специалиста по наведению авиации
- Идентификационный нагрудный знак офицера Объединённого комитета начальников штабов ВС США
- Нарукавная нашивка рейнджера
- Нарукавная нашивка Сил специальных операций Армии США